# Symbolanthus calygonus
Symbolanthus calygonus är en gentianaväxtart som först beskrevs av R. och P., och fick sitt nu gällande namn av Grisebach. Symbolanthus calygonus ingår i släktet Symbolanthus och familjen gentianaväxter. Inga underarter finns listade i Catalogue of Life.